# Evolution (Disturbed-Album)
Evolution ist das siebte Studioalbum der US-amerikanischen Metal-Band Disturbed. Es erschien am 19. Oktober 2018 über Reprise Records.

## Entstehung

### Songwriting
Im Februar 2017 erklärte der Gitarrist Dan Donegan, dass er bereits erste Ideen für ein neues Studioalbum gesammelt hat und hoffte darauf, Anfang 2018 ins Studio gehen zu können. Wenige Tage später kündigte Sänger David Draiman eine EP mit akustischer Musik an, bevor die Band ihr neues Studioalbum aufnehmen wird. Eine solche EP war innerhalb der Band schon seit Jahren im Gespräch, jedoch hätte bislang immer die Zeit und die Gelegenheit dafür gefehlt. Diese EP soll laut Draiman auch neue Lieder enthalten. Schließlich wurde von der Band jedoch nur das siebte Studioalbum Evolution angekündigt.
Das neue Album enthält laut der Band viele verschiedene Stile. Beim Songwriting agierten die Musiker ohne Grenzen und Limitierungen. Dabei ließ sich die Band von zahlreichen Classic-Rock-Alben inspirieren, die vom Schlagzeuger Mike Wengren während der Tour zum Vorgängeralbum Immortalized im Tourbus aufgelegt hatte. David Draiman nannte Led Zeppelin, The Eagles, Fleetwood Mac, ältere Genesis, Kansas und Triumph als Beispiele. Die Grundlagen für viele Lieder wurden von Mike Wengren und Dan Donegan in dessen Heimstudio gelegt. Donegan griff dabei auf ältere Ideen zurück. So wurde die Musik für die erste Single Are You Ready bereits im Jahre 2004 geschrieben. Für seine Texte holte sich David Draiman von Dan Donegan und Mike Wengren Vorschläge für Themen, über die er schreiben sollte. Laut Draiman fühlt es sich für die Band sehr angenehm an, für die Texte alle Freiheiten zu haben und sich nicht mehr limitieren zu müssen.
Durch den großen Erfolg ihrer Coverversion The Sound of Silence, im Original von Simon & Garfunkel, verspürte die Band laut David Draiman keinen Erfolgsdruck. Vielmehr habe der Erfolg ihrer Version den Musikern „das Selbstbewusstsein gegeben, sich nicht selbst zu limitieren“, sondern einfach „in jede Richtung zu gehen, in die sie die Kreatitivität führt“. Bereits früher wollte die Band mit akustischen Elementen arbeiten. Draiman verwies auf die Ballade Darkness vom zweiten Studioalbum Believe, für das die Band seinerzeit viel Kritik einstecken musste.

„Aber ich habe damals wirklich dumme Dinge gesagt - ich frage mich heute, ob ich high war, als ich mich dafür rechtfertigte, eine Ballade gemacht zu haben. Wahrscheinlich war ich jung und dumm und habe übertrieben. [...] Es war deshalb unglaublich befreiend zu erfahren, wozu wir fähig sind. Jetzt konnten wir unserem Verlangen, etwas in dieser Richtung zu machen, nachkommen.“

### Aufnahmen
Die Aufnahmen begannen Ende Januar 2018. Wie beim Vorgängeralbum fanden die Aufnahmen im The Hideout Recording Studio in Las Vegas statt. Produziert und gemischt wurde das Album von Kevin Churko. Während der Aufnahmen veröffentlichte die Band mehrere Videos, in denen man sieht, dass sowohl akustische als auch elektrische Gitarren verwendet werden. An den Aufnahmen zum Evolution war auch wieder der Bassist John Moyer beteiligt, der während der Aufnahmen zum Vorgängeralbum Immortalized aufgrund von Verpflichtungen mit anderen Bands und Projekten nicht anwesend war und vom Gitarristen Dan Donegan vertreten wurde. Moyer spielte zuletzt auf dem im Jahre 2010 erschienenen Album Asylum. Laut Sänger David Draiman habe Moyer statt der veranschlagten Woche lediglich zwei Tage gebraucht, um seine Parts einzuspielen.
Am 14. Mai 2018 verkündete John Moyer per Instagram, dass die Aufnahmen abgeschlossen wären. Im Gegensatz zum Vorgängeralbum enthält das Album keine Coverversion. Zwar hat die Band eine Coverversion aufgenommen, jedoch war die Band der Meinung, dass ihr eigenes Material stärker sein und eine Coverversion nicht zum Album passen würde. Disturbed halten die aufgenommene Coverversion jedoch für eine spätere Veröffentlichung zurück. Ein weiterer Grund, die Coverversion nicht auf dem Album zu verwenden, war laut Sänger David Draiman, dass die Musiker vermeiden wollten, dass die Hörer die neue Coverversion mit The Sound of Silence vergleichen. Gemastert wurde Evolution von Ted Jensen.

### Veröffentlichung
Ende Juli 2018 startete die Band eine Onlineabstimmung, wo die Fans wählen konnten, ob sie einen harten Song oder eine Ballade als erste Single haben wollen. Über 80.000 Fans gaben dabei ihre Stimme ab, wobei 83 % für einen harten Song stimmten und mit Are You Ready eine entsprechende erste Single veröffentlichten. Kurz nach der Veröffentlichung der ersten Single sorgte Sänger David Draiman für Aufsehen, als er Evolution mit Metallicas schwarzem Album verglich.

„Wir haben das schwarze Album immer als Ziel genutzt - das Album, auf dem jedes einzelne Lied ein Hit sein kann. Ein Album, das Türen eintritt, das neue Möglichkeiten für uns eröffnet, das dir hilft, echte Unsterblichkeit als Künstler zu erreichen.“

Die Deluxe Edition des Albums enthält vier Bonustitel: Eine Liveaufnahme des Liedes The Sound of Silence mit Myles Kennedy als Gastsänger, das Lied This Venom, das Lied Are You Ready im Sam de Jong-Remix sowie Uninvited Guest. Für die Lieder Are You Ready, A Reason to Fight und No More wurden Musikvideos gedreht. Beim ersten führte Robert „Roboshobo“ Schober, bei den anderen beiden Matt Mahurin Regie.

## Hintergrund
Der Albumtitel Evolution bezieht sich sowohl auf die Band und die Musik, die sie für dieses Album geschrieben hat, als auch auf die Welt, die sich in Sachen Chaos und Wahnsinn weiterentwickelt. Darüber hinaus würde das Album die Art und Weise angreifen, wie diejenigen, die die Macht haben, damit umgehen. Laut David Draiman würde sich das Album allerdings an keine bestimmte politische Seite wenden. Weitere Themen sind Tod und Verlust, insbesondere Künstler sowie Menschen aus dem Bandumfeld. Die Musik sei laut Draiman eine mächtige Katharsis, damit umzugehen.
No More ist ein Antikriegslied und richtet sich gegen Regierungen, die Kriege durch Lügen rechtfertigen, sowie gegen Mächte, die Geld mit Tod und Verderben verdienen und weiter Konflikte schüren. A Reason to Fight befasst sich mit dem Thema Sucht. Laut Sänger David Draiman kennt wohl jeder Mensch andere, einem nahe stehenden Menschen, die mit Süchten kämpfen. Gitarrist Dan Donegan ergänzt, dass er dies schon oft in den Gesichtern von Betroffenen gesehen habe, dass sie sich schämen, weil sie das Gefühl haben, andere Menschen enttäuscht zu haben.

„Wir wollten ein Lied mit einer positiven Botschaft für die Menschen in dieser Situation schreiben. Sie sollen hoffnungsvoll bleiben und ihren Kampf nicht aufgeben, auch wenn es schwierig ist. Es ist ein täglicher Kampf, aber es kann immer ein Licht am Ende des Tunnels geben.“

In Another Time ist eine Analyse der Sozialen Medien. So hat sich Sänger David Draiman bereits 2015 von Twitter zurückgezogen, da er von Trollen und Shitstorms die Nase voll hatte. Laut Draiman wurde es zu „einem kindischen Wettbewerb, wer online das widerlichste Arschloch ist“. Außerdem würden die Menschen wie Zombies mit Telefonen vor ihren Gesichtern durch die Gegend laufen und „nicht mehr in der Lage sein, ihre Umwelt wahrzunehmen“. In dem Lied Hold on to Memories macht sich Sänger David Draiman Gedanken darüber, wie man Verstorbene ehren sollte. Watch You Burn kritisiert die Unterhaltungsindustrie. Already Gone ist eine Stellungnahme der Verzweiflung über den Tod.

## Rezeption

### Rezensionen
Laut Tom Küppers vom deutschen Magazin Metal Hammer „liefern Disturbed mit ihrem siebten Album genau das, was die Zielgruppe erwartet“. Aus „präzise pumpenden Grooves, den unverkennbaren Vocals von Draiman und meterdicken Gitarren meißelt das Quartett ein ums andere Mal Band-typische, moderne Rock-Hits hervor“. Unterm Strich bleibt „ein fett produziertes Album mit diversen Song-Ausreißern nach oben“. Küppers bewertete Evolution mit fünf von sieben Punkten. Für Peter Kubaschk vom Onlinemagazin Powermetal.de weist der Albumtitel „bereits auf eine Entwicklung hin“, doch sei diese „so vorhersehbar wie langweilig und austauschbar“. Die vier Balladen bewertete er als „arg repetitiv“ und auch die aggressivere Seite „könne auch dieses Mal nicht vollends überzeugen“. Evolution wäre „ein großer Schritt in die falsche Richtung“, für den Kubaschk 5,5 von zehn Punkten vergab. Spencer Kaufman vom Onlinemagazin Consequence of Sound schrieb, dass „die harten Songs die langjährigen Fans zufriedenstellen sollten“, während die ruhigeren Lieder „besser auf einer separaten Akustik-EP hätten veröffentlicht werden sollen“. Kaufman beschrieb das Album als „eine Geschichte von zwei Alben, jedes mit seiner eigenen Identität“.

### Musikpreise
Das US-amerikanische Onlinemagazin Loudwire führte Evolution auf Platz neun der 30 besten Hard-Rock-Alben des Jahres 2018. Bei den iHeartRadio Music Awards 2019 wurde Are You Ready in der Kategorie Rock Song of the Year nominiert, der Preis ging allerdings an Greta Van Fleet für den Safari Song.

## Chartplatzierungen
| ChartsChartplatzierungen       | Höchstplatzierung | Wochen |
| ------------------------------ | ----------------- | ------ |
| Deutschland (GfK)              | 2 (17 Wo.)        | 17     |
| Österreich (Ö3)                | 5 (5 Wo.)         | 5      |
| Schweiz (IFPI)                 | 4 (6 Wo.)         | 6      |
| Vereinigte Staaten (Billboard) | 4 (12 Wo.)        | 12     |
| Vereinigtes Königreich (OCC)   | 7 (3 Wo.)         | 3      |

Nach einer Woche wurden von dem Album 71.000 Album-equivalent units in den Vereinigten Staaten verkauft, davon waren 65.000 Einheiten traditionelle Albumverkäufe. Are You Ready, A Reason to Fight und No More erreichten jeweils Platz eins der Billboard-Mainstream-Rock-Songs-Charts. Mit dadurch sieben Nummer-eins-Liedern in Folge konnte die Band ihren eigenen Rekord weiter ausbauen. Insgesamt hat Disturbed damit zehn Titel auf Platz eins dieser Charts.